# Gheorghe Mirea
Gheorghe Mirea (ur. 7 marca 1908) – rumuński strzelec. Uczestnik Igrzysk Olimpijskich w 1936 w Berlinie. Na igrzyskach olimpijskich zajął 15. miejsce w strzelaniu z karabinu z 50 metrów.